# Komisja Rządu Tymczasowego
Komisja Rządu Tymczasowego – organ rosyjskiej administracji, powołany w czasie powstania listopadowego na terenach Królestwa Kongresowego zajętych przez wojska rosyjskie, pod prezesurą gen. Franciszka Ksawerego Dąbrowskiego. Istniała od lipca do września 1831. 
Komisję tę utworzono z Komisji Województwa Mazowieckiego. Po przejściu armii rosyjskiej na lewy brzeg Wisły urzędowała w Raciążku i Łowiczu. Zajmowała się sprawami policyjno-administracyjnymi, nakładaniem sekwestrów na majątki osób podejrzanych o udział w powstaniu, likwidacją zarządu rewolucyjnego, demilitaryzacją ludności itp. Popełniano przy tym wiele nadużyć.